# Lubieszewo Pierwsze
Lubieszewo Pierwsze – osada w Polsce położona w województwie pomorskim, w powiecie nowodworskim, w gminie Nowy Dwór Gdański na obszarze Żuław Wiślanych. Wieś wchodzi w skład sołectwa Stawiec. 
W latach 1975–1998 miejscowość administracyjnie należała do województwa elbląskiego.
Inne miejscowości z prefiksem Lubiesz w nazwie: Lubieszyn, Lubieszewo, Lubiszynek Drugi